# Формат конверта
Формат конверта — стандартизированный формат почтовых конвертов.

Форматы конвертов, принятые в Российской Федерации. Сверху вниз: C6, DL, C5, C4, B4

## Международный стандарт
Стандарт ISO 269 определяет несколько стандартных конвертов, предназначенных для вкладывания в них бумаги форматов, определённых в ISO 216:
| Формат | Размеры      | Подходит для формата бумаги     |
| ------ | ------------ | ------------------------------- |
| DL/E65 | 220 × 110 мм | A4, сложенный втрое             |
| C7/C6  | 81 × 162 мм  | A5, сложенный втрое             |
| C6     | 114 × 162 мм | A6 (или A4, сложенный вчетверо) |
| C6/C5  | 114 × 229 мм | A4, сложенный втрое             |
| C5     | 162 × 229 мм | A5 (или A4, сложенный вдвое)    |
| C4     | 229 × 324 мм | A4                              |
| C3     | 324 × 458 мм | A3                              |
| B6     | 125 × 176 мм | C6                              |
| B5     | 176 × 250 мм | C5                              |
| B4     | 250 × 353 мм | C4                              |
| E4     | 280 × 400 мм | B4                              |

Существует также немецкий стандарт DIN 678, определяющий подобный набор форматов.

## Российский стандарт
На территории Российской Федерации используется ГОСТ Р 51506-99, принятый 23 декабря 1999 года. Этот стандарт опирается на ISO 269-85 в части размеров и определяет следующие типы конвертов:
| Формат | Высота | Ширина | Примечание                   |
| ------ | ------ | ------ | ---------------------------- |
| C6     | 114 мм | 162 мм | В СССР был основным форматом |
| DL/E65 | 110 мм | 220 мм | «Европейский» формат         |
| C5     | 162 мм | 229 мм |                              |
| C4     | 229 мм | 324 мм |                              |
| B4     | 250 мм | 353 мм |                              |